# Centrosema grazielae
Centrosema grazielae là một loài thực vật có hoa trong họ Đậu. Loài này được V.P.Barbosa miêu tả khoa học đầu tiên.